# Givaka hampsoni
Givaka hampsoni är en insektsart som beskrevs av William Lucas Distant 1906. Givaka hampsoni ingår i släktet Givaka och familjen sköldstritar. Inga underarter finns listade i Catalogue of Life.